# Borgin (bergstopp)
Borgin är en bergstopp i Färöarna (Kungariket Danmark).   Den ligger i sýslan Suðuroyar sýsla, i den södra delen av landet, 60 km söder om huvudstaden Tórshavn. Toppen på Borgin är 298 meter över havet. Borgin ligger på ön Suðuroy.
Terrängen runt Borgin är lite kuperad. Havet är nära Borgin åt sydväst. Runt Borgin är det ganska glesbefolkat, med 29 invånare per kvadratkilometer. Närmaste större samhälle är Vágur, 3,8 km söder om Borgin. Trakten runt Borgin består i huvudsak av gräsmarker.